# ماتسوناگا هیسامیچی
ماتسوناگا هیسامیچی، ماتسوناگا کوجیرو (به ژاپنی: 松永久通)؛ ۱۵۴۳ – ۱۹ دسامبر ۱۵۷۷)، پسر ارشد ماتسوناگا هیساهیده و یک سامورایی اهل ژاپن در اواخر دوره سنگوکو و دوره آزوچی–مومویاما بود.
در ۱۰ اکتبر، بر اثر حمله ارتش اودا، پدرش هیساهیده گوتن میوهیراگومو را شکست و خرد کرد، برج قلعه را به آتش کشید و خودکشی کرد. همچنین اعتقاد بر این است که پسرش ماتسوناگا هیسامیچی به همراه هیساهیده در همان روز (محاصره شیگیسان ‏) خودکشی کرد. همچنین نظریه ای وجود دارد مبنی بر اینکه پسرش هنگام فرار از قلعه شیگیسان و رفتن به سمت اوساکا توسط سربازان عادی کشته شد. دو فرزند ماتسوناگا هیسامیچی به عنوان گروگان در خاندان اودا نگه داشته می‌شدند (گفته می‌شود آنها ۱۴ ساله و ۱۲ ساله بودند) قبل از سقوط قلعه شیگیسان در روکوجو گاوارا این دو در کیوتو اعدام شدند.